# Fluoroscòpia

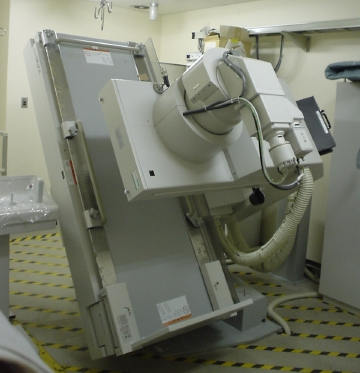
Fluoroscopi.

La fluoroscòpia o pantalla radiològica és una tècnica d'imatge mèdica usada per a obtenir imatges en temps real de les estructures internes dels pacients mitjançant l'ús d'un fluoroscopi. Un fluoroscopi permet que un cirurgià vegi aspectes de l'estructura i del funcionament intern d'un pacient (per exemple, observar l'acció de bombeig del cor o el moviment de la deglució). És útil tant per al diagnòstic com per a la teràpia, i es fa servir en radiologia general, en radiologia intervencionista i en la cirurgia guiada per imatges.
En la seva forma més senzilla, un fluoroscopi consta d'una font de raigs X i una pantalla de fluorescent, entre la qual es col·loca un pacient. Tanmateix, des de la dècada de 1950 la majoria dels fluoroscopis també inclouen intensificadors d'imatge de raigs X i càmeres, per a millorar la visibilitat de la imatge i fer-la disponible en una pantalla de visualització remota. Durant moltes dècades, la fluoroscòpia produïa imatges en directe que no es van gravar, però des dels anys seixanta, a mesura que la tecnologia millorava, la gravació i la reproducció es van convertir en la norma. Avui dia la radiografia, la TC i la fluoroscòpia són mètodes d'imatge digital amb programari d'anàlisi d'imatges, emmagatzematge i recuperació de dades.